# 李如柏
李如柏（1553年—1620年），字子贞，遼東鐵嶺衛（今辽宁省铁岭市）人，是明朝將領李成梁次子，明朝遼東總兵，習知遼中情事。薩爾滸之戰，兵敗，逃回後自裁。

## 生平
李如柏以恩荫担任锦衣千户、指挥佥事。多次跟随父亲出塞征战，以功升任密云游击，黄花岭参将、蓟镇副总兵。万历十六年（1588年），明神宗以李家兵权太盛，将李如柏解任。随后李如柏署理宣府参将。万历二十年（1592年），曾署都督佥事，隨兄李如松與宋應昌前往朝鮮，參與萬曆援朝戰爭。次年，收复平壤、开城，进升为都督同知，为五军营副将。出任贵州总兵官。万历二十三年（1595年），改镇宁夏，在平虏、横城击败著力兔，进升为右都督。因病归家修养，家居二十余年。后奉诏镇辽东。
1619年（万历四十七年、后金天命四年），明神宗令楊鎬率軍十餘萬，四路出擊後金，四路軍為遼東總兵李如柏、山海關總兵杜松、開原總兵馬林和遼陽總兵劉鋌，以杜松部為主力。劉綎驍勇善戰，但與楊鎬素不和，被派往東路，孤軍深入三百里。
四路軍企圖「分進合擊」，但由於杜松輕敵，在薩爾滸（今遼寧撫順東渾河南）遇伏，全軍覆沒，繼而馬林敗逃開原，劉鋌亦戰死，明經略楊鎬聞知各路兵敗，急令李如柏撤兵，狼狽逃回，是為薩爾滸之戰。明朝文武將吏死三百餘人，軍士死四萬五千八百餘人。
如柏逃回清河，言官交章論劾，給事中李奇珍更連疏爭，“如柏懼，遂自裁（被指私通努尔哈赤）。”

## 評價
- 任養心：「李氏兵權太盛。姻親廝養分操兵柄，環神京數千里，縱橫蟠據，不可動搖。如柏貪淫，跋扈尤甚。不早為計，恐生他變。」
- 《明史》：「至是，父兄故部曲已無復存，而如柏暨諸弟放情酒色，亦無復少年英銳。」